# Lincoln Younes
Lincoln Younes (Sydney, 31 gennaio 1992) è un attore australiano noto principalmente per il ruolo di Danny Garibaldi nella serie televisiva Grand Hotel.

## Biografia
Lincoln Younes è nato il 31 gennaio 1992 a Sydney, in Australia, dove intraprende la carriera di attore.

## Carriera
Lincoln Younes ha iniziato la sua carriera di attore recitando in diverse serie TV come Home and Away, Love Child e Re di cuori.
È conosciuto per il ruolo di Danny Garibaldi nella serie televisiva Grand Hotel, ideata da Brian Tanen e trasmessa dalla rete televisiva ABC nel 2019. )

## Filmografia

### Cinema
- The Wedding Party, regia di Amanda Jane (2010)
- Down Under, regia di Abe Forsythe (2016)[3]
- Little Monsters, regia di Abe Forsythe (2019)
- A Spy Movie, regia di Stephanie Koenig (2021)

### Televisione
- City Homicide – serie TV, 1 episodio (2009)
- Tangle – serie TV, 22 episodi (2009-2012)
- Home and Away – serial TV, 570 puntate (2011-2014)[4]
- Love Child –  serie TV, 17 episodi (2014-2016)
- Hiding – serie TV, 9 episodi (2015)
- Dead Lucky – serie TV, 1 episodio (2018)
- Grand Hotel – serie TV, 12 episodi (2019)
- Re di cuori (Doctor Doctor) – serie TV, 5 episodi (2021)
- Barons – serie TV, 8 episodi (2022)
- After the Verdict – miniserie TV, 6 puntate (2022)
- L'ultimo boss di Kings Cross (Last King of the Cross) – serie TV (2023-in corso)

## Doppiatori italiani
Nelle versioni in italiano delle opere in cui ha recitato, Lincoln Younes è stato doppiato da:
- Alberto Franco in Grand Hotel
- Alessandro Campaiola ne L'ultimo boss di Kings Cross